# Campionat de Catalunya de futbol 1904-1905
La temporada 1904-05 del Campionat de Catalunya de futbol fou la sisena edició de la competició. Fou disputada la temporada 1904-05 pels principals clubs de futbol de Catalunya.

## Primera Categoria

### Classificació final
| Pos | Equip            | PJ | PG | PE | PP | GF | GC | DG  | Pts | Classificació |     | Futbol Club Barcelona | Club Deportiu Espanyol | Futbol Club Internacional | Català Futbol Club | X Sporting Club |
| --- | ---------------- | -- | -- | -- | -- | -- | -- | --- | --- | ------------- | --- | --------------------- | ---------------------- | ------------------------- | ------------------ | --------------- |
| 1   | FC Barcelona (C) | 8  | 5  | 2  | 1  | 20 | 11 | +9  | 12  | Campió        |     | —                     | 1–1                    | 2–2                       | 6–0                | 4–1             |
| 2   | Club Espanyol    | 8  | 5  | 1  | 2  | 16 | 8  | +8  | 11  |               |     | 2–3                   | —                      | 1–0                       | 5–0                | 4–1             |
| 3   | FC Internacional | 8  | 5  | 1  | 2  | 12 | 6  | +6  | 11  |               | 1–2 | 2–1                   | —                      | 2–0                       | s/d                |                 |
| 4   | Català FC        | 8  | 2  | 0  | 6  | 10 | 24 | −14 | 4   |               | 4–1 | 1–2                   | 0–4                    | —                         | 3–0                |                 |
| 5   | FC X             | 8  | 1  | 0  | 7  | 6  | 15 | −9  | 2   |               | 0–1 | s/d                   | 0–1                    | 4–2                       | —                  |                 |

Tots els clubs eren de Barcelona.

### Resultats finals
- Campió de Catalunya: FC Barcelona
- Classificats pel Campionat d'Espanya: Quan es va disputar el Campionat d'Espanya el Campionat de Catalunya encara no havia finalitzat i cap club català hi participà
- Descensos: No hi havia descensos reglamentats
- Ascensos: No hi havia ascensos reglamentats